# 2А51
2А51 — 120-мм пушка-гаубица-миномёт. Разработана в конструкторском бюро Завода № 172 под научным руководством Центрального научно-исследовательского института «Точного машиностроения».

## История создания
В 1950-е—1960-е годы в Советском союзе были начаты работы по созданию нового типа универсальных орудий. Орудия должны были выполнять различный перечень задач, для этого они должны были сочетать в себе свойства пушек, гаубиц и миномётов. Прежде всего такой класс орудий был необходим в воздушно-десантных войсках, тем более что находившиеся тогда на вооружении самоходные пушки АСУ-57 и АСУ-85 являлись прежде всего противотанковыми средствами борьбы и не отвечали современным требованиям ведения боя. Буксируемая артиллерия также не могла полностью удовлетворить потребности десантников, так как не обеспечивала необходимый уровень защиты расчётов от огня противника, а также быструю смену огневой позиции.
Первоначально задачу оснащения ВДВ новой артиллерией пытались решать при помощи классических решений путём установки 122-мм гаубицы 2А32 и 120-мм миномёта на модифицированное шасси БМД-1. Однако после неудачи в разработке самоходной гаубицы 2С2 «Фиалка» и самоходного миномёта «Ландыш» стало ясно, что в ВДВ необходима 120-мм артиллерийская система сочетающая в себе свойства миномёта и пушки-гаубицы. В связи с этим в 1969 году принимается программа развития вооружений и техники СССР. В рамках программы проводится научно-исследовательская работа под шифром «Купол-2», целью которой является выяснение обоснованности использования 120-мм самоходного артиллерийского орудия в составе ВДВ. В период с 1972 по 1975 годы ЦНИИточмаш проводит НИР с шифром «Орудие-выстрел». Работами руководил А. Г. Новожилов.
Прототип нового 120-мм орудия (внутризаводское обозначение Д-64) для установки в шасси самоходной гаубицы 2С2 «Фиалка» разрабатывался в ОКБ-9 под руководством Голубева В.А. Однако, после смены руководства ОКБ-9 отказалось от сотрудничества и разработки нового орудия, поэтому окончательным вариантом орудия занималось конструкторское бюро Завода № 172 под руководством Калачникова Ю.Н. Орудие представляло собой новую артиллерийскую систему с уникальным баллистическим решением «Орудие-выстрел», достигавшимся за счёт готовых нарезов на ведущем пояске используемых боеприпасов. Разработку боеприпасов под новую артиллерийскую систему вело Государственное научно-производственное предприятие «Базальт». В 1979 году орудие 2А51 было принято на вооружение Советской армии в составе самоходного артиллерийского орудия 2С9 «Нона-С».

## Описание конструкции
Основными узлами орудия 2А51 являются:
1. Ствол;
2. Затвор;
3. Пневмооборудование;
4. Электрооборудование;
5. Накатник;
6. Тормоз отката;
7. Люлька;
8. Ограждение;
9. Подъёмный механизм.

Ствол орудия представляет собой трубу соединённую с казёнником муфтой. В казённике расположен вертикально-клиновой затвор с затворной рамой, на которой закреплён пластический обтюратор пороховых газов. Рама жёстко соединена с пневматическим цилиндром, приводящим её в движение с помощью сжатого воздуха. Основной функцией рамы является досылка выстрелов в камору. Выстрел из орудия может производиться как вручную, так и электроспуском. Копирная полуавтоматика затвора предназначена для открывания затвора при накате после выстрела орудия. Для первого заряжания справа на казённике расположена рукоятка ручного открывания клина. Люлька сварная, в цилиндрической части расположены места крепления штоков противооткатных устройств, электровоздушных клапанов и сектора подъёмного механизма. В задней части люльки болтовым соединением закреплено ограждение. Конструкция ограждения сварная из алюминиево-магниевого сплава. На ограждении установлен размещены элементы ударно-спускового механизма, линейка для измерения длины отката, а также механизм блокировки спуска. Противооткатные устройства состоят из гидравлического тормоза отката веретённого типа, шток которого закреплён в люльке, а цилиндр в казённике орудия, и из пневматического накатника, размещённого в расточке казённика. Для соблюдения установленного режима стрельбы на орудии размещено электрооборудование сигнализирующее о перегреве ствола, а также механизмы блокировки. Для предотвращения загазованности боевого отделения, орудие 2А51 снабжено пневматической системой принудительной продувки ствола.

### Применяемые выстрелы
| Таблица ТТХ выстрелов, используемых орудием 2А51 |                    |                   |               |                                  |                               |                        |
| Индекс                                           | Тип боеприпаса     | Масса снаряда, кг | Дальность, км | Площадь поражения живой силы, м² | Площадь поражения техники, м² | Бронепробиваемость, мм |
| Выстрелы семейства орудий «Нона»                 |                    |                   |               |                                  |                               |                        |
| 3ВО32                                            | кассетный с КОБЭ   | 23,3              | 0,2—8,0       | 2800                             | —                             | 100                    |
| 3ВОФ54                                           | ОФС                | 19,8              | 1,1—8,8       | 2200                             | 2100                          | —                      |
| 3ВОФ54-1                                         | ОФС                | 19,8              | 1,1—8,8       | 4400—6600                        | 2100                          | —                      |
| 3ВОФ55                                           | ОФ АРС             | 19,8              | 0,7—12,8      | 1800                             | 1700                          | —                      |
| 3ВОФ55-1                                         | ОФ АРС             | 19,8              | 0,7—12,8      | 3600—5400                        | 3400—5100                     | —                      |
| 3ВБК14                                           | кумулятивный       | 13,1              | 0,04—1,0      | —                                | —                             | 600                    |
| 3ВОФ119                                          | термобарический    | 20,1              | 1,1—8,8       |                                  |                               |                        |
| Управляемые снаряды и мины                       |                    |                   |               |                                  |                               |                        |
| 3ВОФ112                                          | ОФС                | 25                | 9—12          |                                  |                               |                        |
| КМ-8 «Грань»                                     | ОФМ                | 27                | 1,5—9         |                                  |                               |                        |
| Артиллерийские мины                              |                    |                   |               |                                  |                               |                        |
| 3ВОФ79                                           | ОФМ                | 16                | 0,45—7,1      | 1500                             | 200                           | —                      |
| 53-ВОФ-843Б                                      | ОФМ                | 16                | 0,45—7,1      | 1500                             | 200                           | —                      |
| 3ВОФ68                                           | ОФМ                | 16,1              | 0,45—7,1      | 2250                             | 1200                          | —                      |
| 3ВОФ53                                           | ОФМ                | 16,1              | 0,45—5,7      | 2250                             | 1200                          | —                      |
| 3ВОФ69                                           | ОФМ                | 16,1              | 7,0           | 1700                             | 700                           | —                      |
| 3ВОФ57                                           | ОФМ                | 16,1              | 0,45—5,6      | 1700                             | 700                           | —                      |
| 3В34                                             | зажигательная мина | 16,3              | 0,45—5,7      | —                                | —                             | —                      |
| 3ВС24                                            | осветительная мина | 16,3              | 1,0—5,4       | —                                | —                             | —                      |
| 53-ВД-543                                        | дымовая мина       | 16,6              | 1,0—5,7       | —                                | —                             | —                      |
| 3ВД17                                            | дымо-курящая мина  | 16,1              | 6,8           | —                                | —                             | —                      |
| 3ВД16                                            | дымо-курящая мина  | 16,1              | 1,0—5,4       | —                                | —                             | —                      |